# Lloy Ball
Lloy Ball (ur. 17 lutego 1972 w Fort Wayne, w stanie Indiana) – amerykański siatkarz, wielokrotny reprezentant kraju, grający na pozycji rozgrywającego.

## Kariera
Lloy Ball siatkówką zaczął interesować się w wieku 5 lat. Uczęszczał do wyższej szkoły siatkarskiej w stanie Indiana. Już w wieku 15 lat otrzymał powołanie do juniorskiej reprezentacji w Lisle. W 1987 i 1989 roku Lloy wystąpił w turnieju Olimpijskiego Festiwalu.
Pierwsze powołanie do kadry narodowej otrzymał w 1988, w wieku 19 lat, wówczas trenerem reprezentacji Stanów Zjednoczonych był Bill Neville.
Na początku swojej juniorskiej kariery grał w Indiana University – Purdue University Fort Wayne (IPFW), gdzie trenerem był jego ojciec, niegdyś siatkarz – Arnie Ball. Udało mu się trzykrotnie awansować do Final Four NCAA. Podczas swojej kolegialnej kariery Ball ustanowił szkolny rekord, zdobywając 167 asów serwisowych.  W 1991  został nazwany Freshmanem roku NCAA. Dwukrotnie został wybrany najbardziej wartościowym zawodnikiem przez Konferencję MIVA.
Od 1994 roku Ball był pierwszym rozgrywającym reprezentacji Stanów Zjednoczonych. W swojej karierze reprezentacyjnej wystąpił w trzech edycjach Ligi Światowej, dwukrotnie grał na Mistrzostwach Świata, dwa razy podczas Pucharu Świata, dwa razy podczas Mistrzostw Ameryki Północnej Środkowej i Karaibów, a także trzy razy na igrzyskach olimpijskich. Lloy Ball został najlepszym rozgrywającym na świecie w 1995, a także najlepszym serwującym siatkarzem na świecie w 1999. W ciągu swojej kariery był zawodnikiem japońskiego Torray Arrows, włoskiej Kerakoll Modeny, greckiego Iraklisu Saloniki, a także rosyjskiego Zenit Kazań.
Największy sukces z reprezentacją odniósł w 2008 roku, zdobywając złoty medal Igrzysk Olimpijskich.
Po sezonie 2010/2011 postanowił zakończyć siatkarską karierę, ale zmienił zdanie i podpisał kontrakt z rosyjską drużyną Ural Ufa.

## Sukcesy klubowe
Liga uniwersytecka MIVA Conference:
- 1992
- 1993, 1994

Liga japońska:
- 1999

Puchar CEV:
- 2004
- 2001

Liga włoska:
- 2002
- 2003

Liga Mistrzów:
- 2008
- 2003, 2005, 2006, 2011

Superpuchar Grecji:
- 2004, 2005

Puchar Grecji:
- 2005, 2006

Liga grecka:
- 2005
- 2006

Liga rosyjska:
- 2007, 2009, 2010[1], 2011
- 2008

Puchar Rosji:
- 2007, 2009

Klubowe Mistrzostwa Świata:
- 2009

Superpuchar Rosji:
- 2010

## Sukcesy reprezentacyjne
Mistrzostwa Świata:
- 1994

Igrzyska Panamerykańskie:
- 1995

Puchar Ameryki:
- 2007
- 2000

Mistrzostwa Ameryki Północnej, Środkowej i Karaibów:
- 2003, 2007

Liga Światowa:
- 2008

Igrzyska Olimpijskie:
- 2008

## Nagrody indywidualne
- 1995: Najlepszy rozgrywający Pucharu Świata
- 1999: Najlepszy rozgrywający Pucharu Świata
- 2000: Najlepszy rozgrywający Pucharu Ameryki
- 2003: Najlepszy rozgrywający Mistrzostw Ameryki Północnej, Środkowej i Karaibów
- 2005: Najlepszy rozgrywający turnieju finałowego Ligi Mistrzów
- 2007: MVP i najlepszy rozgrywający Mistrzostw Ameryki Północnej, Środkowej i Karaibów
- 2007: Najlepszy rozgrywający turnieju finałowego Pucharu Rosji
- 2008: MVP i najlepszy rozgrywający turnieju finałowego Ligi Światowej
- 2009: Zdobywca nagrody im. A.Kuzniecowa dla najlepszego siatkarza sezonu 2008/2009 w rosyjskiej Superlidze
- 2009: Najlepszy rozgrywający turnieju finałowego Pucharu Rosji
- 2010: Najlepszy rozgrywający Superpucharu Rosji
- 2011: Najlepszy rozgrywający turnieju finałowego Ligi Mistrzów